# Mecometopus quadrifasciatus
Mecometopus quadrifasciatus är en skalbaggsart som först beskrevs av Louis Alexandre Auguste Chevrolat 1861.  Mecometopus quadrifasciatus ingår i släktet Mecometopus och familjen långhorningar. Inga underarter finns listade i Catalogue of Life.